# Gentiana timida
Gentiana timida là một loài thực vật có hoa trong họ Long đởm. Loài này được Kerr mô tả khoa học đầu tiên năm 1940.